# 로베르트 비네

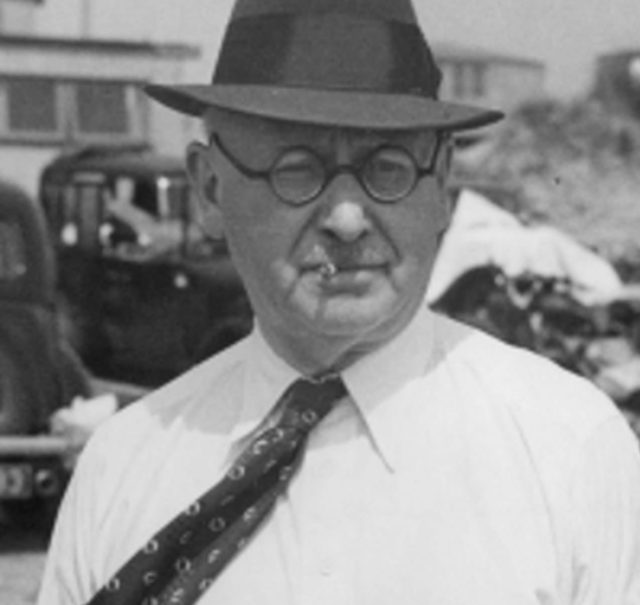

로베르트 비네(Robert Wiene, 1873년 4월 27일 ~ 1938년 7월 17일)는 독일의 영화의 영화 감독이다. 칼리가리 박사의 밀실이라는 독일의 무성 영화와 이후 다른 표현주의 영화들을 감독한 것으로 유명하다.

## 작품
- 칼리가리 박사의 밀실